# Arte popular latinoamericano

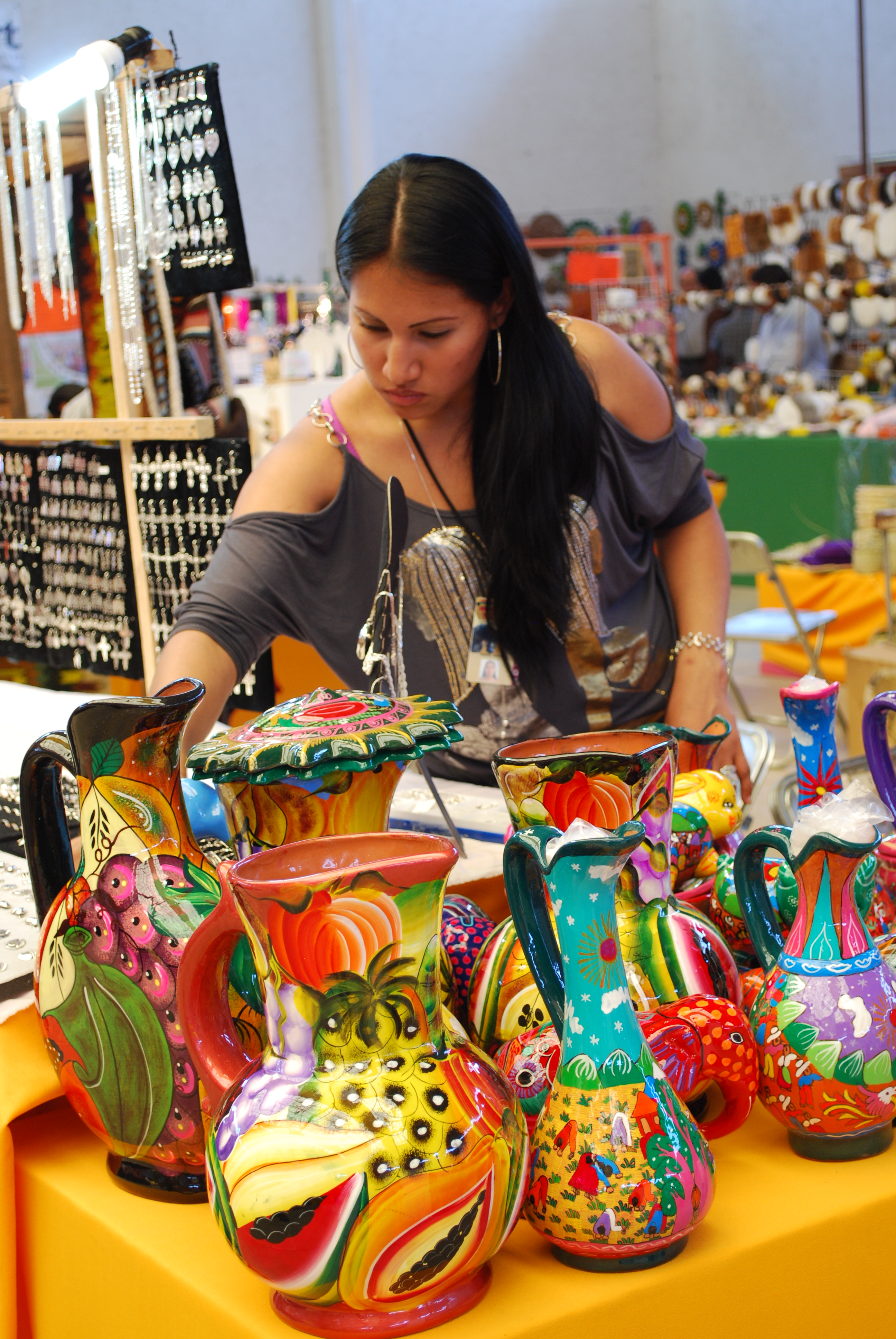
Ejemplo de arte popular latinoamericano de tipo funcional, jarras de cerámica en la Feria de Texcoco, estado de México.

El arte popular latinoamericano comprende aquellas expresiones u obras de arte, propias de los habitantes de Latinoamérica,  las cuales son producidas por grupos que conforman el pueblo y para el mismo, a veces es realizado por autores anónimos. Este tipo de arte suele incorporar diversos valores sea en los objetos que se producen como también  en las expresiones intangibles de la literatura, canto y música donde suelen incorporarse elementos costumbristas, de mitos y leyendas.
Se observa que muchos de los objetos producidos tienden a tener funcionalidad,  y en su modelado se recurre a técnicas ancestrales en las que mediante el uso de colores y texturas se expresa una concepción del mundo y muchas veces elementos que hacen a la esencia de los pueblos originarios y su mestizaje. En sus figuras y expresiones se plasman elementos de la vida cotidiana y la comunidad, en sus creencias, tradiciones y cultura.
El curador y estudioso brasilero Luciano Alves Duffrayer indica que el nacionalismo que se observó durante la década de  1920 y el impacto y absorción de las vanguardias artísticas europeas, permitieron superar ciertos prejuicios académicos del siglo XIX y así habilitar a valorar expresiones del arte que había estado dejadas de lado desde las épocas coloniales. A fines del siglo XX el arte popular latinoamericano goza de plena aceptación. Duffrayer sostiene que el arte popular, ha conseguido trascender lo meramente artesanal, incorporando una visión propia y a veces primitiva de la naturaleza, los hombres y su imaginario mágico-religioso; aunque también advierte sobre las amenazas que representan las fuerzas del mercado y la sociedad globalizadas.

## Características
El arte popular latinoamericano se encuentra entre los más ricos y variados del mundo, abarcando numerosas formas diferentes de arte, utilizando los más diversos materiales e incorporando expresiones de las culturas indígenas, coloniales y africanas . Las artesanías tradicionales precolombinas tales como textiles y cerámicas, a la vez que mantienen mucho de su identidad original en la actualidad incorporan materiales modernos, tales como tinturas de anilina y pinturas acrílicas. Aquellos países con un alto porcentaje de población indígena tales como Guatemala, Perú, Bolivia y México, poseen enraizadas tradiciones textiles. Aun hoy muchos grupos indígenas son identificados por los textiles que producen, si bien en la actualidad suelen utilizar colorantes artificiales en lugar de naturales. El pueblo Huichol en México realiza pinturas con hilo y cuentas de colores, y las máscaras en numerosos estilos forman parte de los estilos y rituales del pueblo de la región.

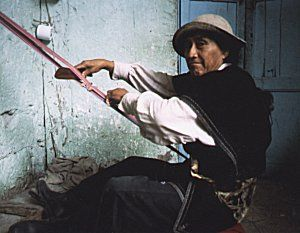
Mujer cañari tejiendo; la influencia inca dejó muchos rasgos en los textiles elaborados por las poblaciones andinas.

Todo tipo de elementos del hogar satisfacen un rol utilitario a la vez que decorativo, incluidas cerámicas vidriadas, potes laqueados, sonajeros para bebés, peines de cuerno tallado, y cubiertas para tortillas bordadas. Aun el azúcar es moldeado en México en forma de calaveras para el Día de los Muertos.